# Fotoexcitació

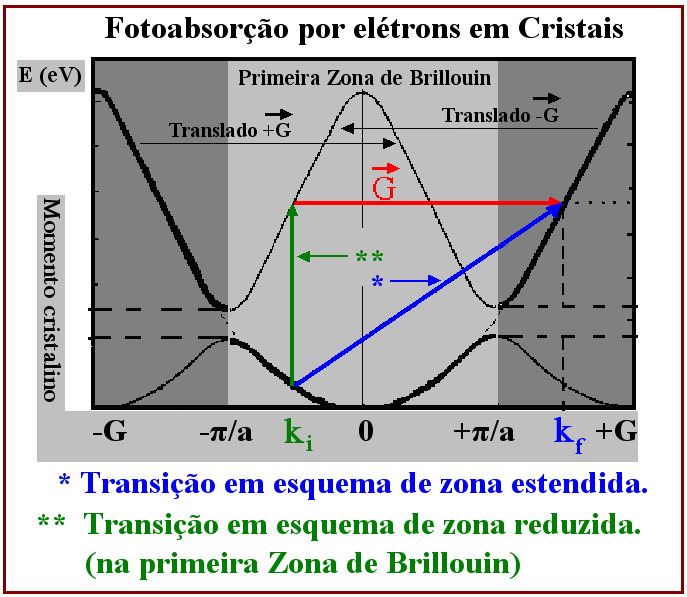
Fotoexcitació en cristall.

La fotoexcitació és la producció d'un estat excitat d'un sistema quàntic mitjançant l'absorció de fotons. L'estat excitat s'origina a partir de la interacció entre un fotó i el sistema quàntic. Els fotons porten energia que ve determinada per les longituds d'ona de la llum que transporta els fotons. Els objectes que emeten llum amb longituds d'ona més llargues, emeten fotons que porten menys energia. En contrast amb això, la llum amb longituds d'ona més curtes emet fotons amb més energia. Quan el fotó interacciona amb un sistema quàntic, per tant, és important saber amb quina longitud d'ona es tracta. Una longitud d'ona més curta transferirà més energia al sistema quàntic que les longituds d'ona més llargues.
A escala atòmica i molecular, la fotoexcitació és el procés fotoelectroquímic d'excitació d'electrons per absorció de fotons, quan l'energia del fotó és massa baixa per provocar la fotoionització. L'absorció del fotó té lloc d'acord amb la teoria quàntica de Planck.
La fotoexcitació té un paper en la fotoisomerització i s'aprofita en diferents tècniques:
- Les cèl·lules solars sensibilitzades amb colorants fan ús de la fotoexcitació aprofitant-la en cèl·lules solars de producció massiva més barates i barates.[2] Les cèl·lules solars es basen en una gran superfície per capturar i absorbir tants fotons d'alta energia com sigui possible. Les longituds d'ona més curtes són més eficients per a la conversió d'energia en comparació amb les longituds d'ona més llargues, ja que les longituds d'ona més curtes porten fotons que són més rics en energia. Per tant, la llum que conté longituds d'ona més curtes provoca una conversió d'energia més llarga i menys eficient a les cèl·lules solars sensibilitzades amb colorants.
- Fotoquímica
- Lluminescència
- Els làsers bombejats òpticament utilitzen la fotoexcitació de manera que els àtoms excitats dels làsers aconsegueixen un enorme guany de buit directe necessari per als làsers.[3] La densitat que es necessita per a la inversió de població en el compost Ge, un material utilitzat sovint en làsers, ha de ser de 1020 cm−3, i això s'adquireix mitjançant fotoexcitació. La fotoexcitació fa que els electrons dels àtoms passin a un estat excitat. En el moment en què la quantitat d'àtoms en estat excitat és superior a la quantitat en l'estat fonamental normal, es produeix la inversió de població. La inversió, com la provocada amb el germani, fa possible que els materials actuïn com a làsers.
- Aplicacions fotocromàtiques. El fotocromisme provoca una transformació de dues formes d'una molècula en absorbir un fotó.[4] Per exemple, la molècula BIPS (2H-l-benzopiran-2,2-indolines) es pot convertir de trans a cis i viceversa absorbint un fotó. Les diferents formes s'associen a diferents bandes d'absorció. En una forma cis de BIPS, la banda d'absorció transitòria té un valor de 21050 cm−1, en contrast amb la banda de la forma trans, que té un valor de 16950 cm−1 . Els resultats eren visibles òpticament, on el BIPS en gels va passar d'un aspecte incolor a un color marró o rosa després d'haver estat exposat repetidament a un feix de bomba UV d'alta energia. Els fotons d'alta energia provoquen una transformació en la molècula BIPS fent que la molècula canviï la seva estructura.

A escala nuclear, la fotoexcitació inclou la producció de ressonàncies de nucleó i barió delta als nuclis.